# Grant Munro

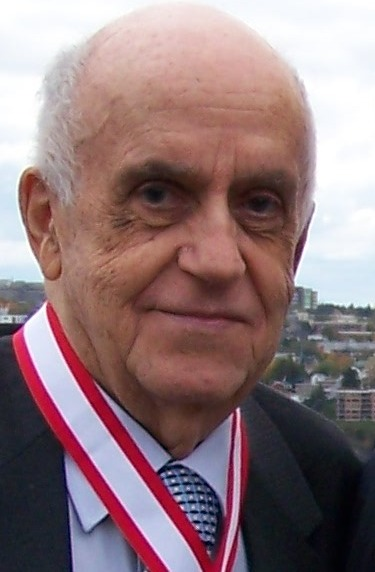
Grant Munro (2008)

Grant Munro (* 25. April 1923 in Winnipeg, Manitoba; † 9. Dezember 2017 in Montreal, Quebec) war ein kanadischer Animator, Filmemacher und Schauspieler. Er wurde mit dem Order of Canada geehrt.

## Leben
Munro wurde 1923 in Winnipeg, Manitoba geboren. Er hatte eine Schwester und einen Bruder.
Er besuchte die Robert H. Smith School, Queenston School und Gordon Bell High. Anschließend studierte er an den Kunsthochschulen Musgrove School of Art und Winnipeg School of Art. 1944 schloss er das Ontario College of Art mit Diplom ab und wurde Mitglied des National Film Board of Canada.
1945 animierte er die beiden Songs Oh My Darling, Clementine und The Daring Young Man on the Flying Trapeze. 1952 arbeitete er als Schauspieler an dem Kurzfilm Neighbours von Norman McLaren. Das mit dem Oscar prämierte Werk verwendete die neuartige Technik der Pixilation. Sein Partner und Co-Star war der Animator Jean-Paul Ladouceur. Mit McLaren arbeitete er außerdem an den Filmen Zwei Bagatellen (1953), Seven Surprizes (1963), Christmas Cracker (1963) und Canon (1964). Für Christmas Cracker gewann er zusammen mit Jeff Hale, Norman McLaren und Gerald Potterton den Golden Gate Award. Mit Norman McLaren gewann er 1965 für Canon den Canadian Film Award.
In den 1970ern konzentrierte er sich auf Dokumentarfilme. 1973 drehte er Tours en l’air über die Tänzer Anna Marie und David Holmes. 1974 folgte Boo Hoo über einen Friedhof und ein Krematorium in Saint John, New Brunswick. Die beiden Filme Animated Motion und McLaren on McLaren wiederum waren seinem alten Partner Norman McLaren gewidmet. Mit dem 1983er Film See You in the Funny Papers drehte er einen Dokumentarfilm über den Comiczeichner Lynn Johnston. 1988 ging er in den Ruhestand.
2003 widmete ihm das Museum of Modern Art unter dem Titel Grant Munro Rediscovered eine Retrospektive. Anlass war sein achtzigster Geburtstag.
2007 wurde er zum Ehrendoktor der Concordia University ernannt.
2008 wurde er Offizier des Order of Canada. Er erhielt die Auszeichnung von Generalgouverneurin Michaëlle Jean für seine Pioniertätigkeit in Film und Animation.
Munro starb im Dezember 2017 im Alter von 94 Jahren.

## Filmografie
Als Regisseur
- 1947: Stanley Takes a Trip (Kurzfilm)
- 1953: Zwei Bagatellen (Two Bagatelles) (Kurzfilm)
- 1954: One Little Indian (Kurzfilm)
- 1962: Pot-pourri (Kurzfilm)
- 1963: Seven Surprizes
- 1963: Christmas Cracker (Kurzfilm)
- 1964: Canon (Kurzfilm)
- 1966: The Animal Movie (Kurzfilm)
- 1967: Toys (Kurzfilm)
- 1970: Where There’s Smoke (Kurzfilm)
- 1970: Ashes of Doom (Kurzfilm)
- 1974: Tour en l’air
- 1975: Boo Hoo (Kurz-Dokumentarfilm)
- 1976: Animated Motion #1 (Kurz-Dokumentarfilm)
- 1977: Animated Motion #2–4 (Kurz-Dokumentarfilm)
- 1978: Animated Motion #5 (Kurz-Dokumentarfilm)
- 1983: See You in the Funny Papers (Kurz-Dokumentarfilm)
- 1983: McLaren on Mclaren (Kurz-Dokumentarfilm)
- 2003: Cut-Up: The Films of Grant Munro (Kompilation)

Als Schauspieler
- 1952: Neighbours
- 1953: The Ballot-o-Maniac
- 1975: The Energy Carol